# Gwoździak
Gwoździak – kolonia w Polsce położona w województwie lubelskim, w powiecie tomaszowskim, w gminie Tyszowce.
W latach 1975–1998 miejscowość administracyjnie należała do województwa zamojskiego.